# Brothers: A Tale of Two Sons
Brothers: A Tale of Two Sons je adventura z roku 2013, kterou vyvinulo Starbreeze Studios a vydalo 505 Games pro Xbox 360, Microsoft Windows, PlayStation 3, PlayStation 4, Xbox One, iOS, Android, Windows Phone, Nintendo Switch a Amazon Luna.

## Synopse
Příběh se odehrává ve fantasy světě plném fiktivních bytostí, jako jsou orkové a trollové, kde se dva mladí bratři vydávají na cestu, aby našli lék na nemoc svého otce.

## Vývoj a vydání
Hru vyvinulo Starbreeze Studios a vydalo 505 Games, za spolupráce s režisérem a herním designerem Josefem Faresem.
Videohra vyšla 7. srpna 2013. Po vydání bylo v lednu 2015 duševní vlastnictví hry prodáno. V následujících letech se hra dostala i na novější konzole.

## Ohlasy
Hra je díky svému příběhu často zmiňována jako příklad umělecké videohry. Od kritiků získala pozitivní recenze a k lednu 2015 se jí prodalo přes 800 000 kusů.